# Hebeticoides
Hebeticoides är ett släkte av insekter. Hebeticoides ingår i familjen hornstritar.
Kladogram enligt Catalogue of Life:
| Hebeticoides | \| \| Hebeticoides acuta \| \| \| \| \| \| Hebeticoides denticulata \| \| \| \| |
|              | \| \| Hebeticoides acuta \| \| \| \| \| \| Hebeticoides denticulata \| \| \| \| |
|              | Hebeticoides acuta                                                              |
|              |                                                                                 |
|              | Hebeticoides denticulata                                                        |
|              |                                                                                 |